# Rita Kőbán
Rita Kőbán (n. 10 aprilie 1965, Budapesta, Republica Populară Ungară) este o caiacistă ce a reprezentat Ungaria, medaliată olimpică. A participat la 4 ediții ale Jocurilor Olimpice (1988, 1992, 1996, 2000) în care a câștigat două medalii de aur, 3 medalii de argint și o medalie de bronz.